# Hundstage

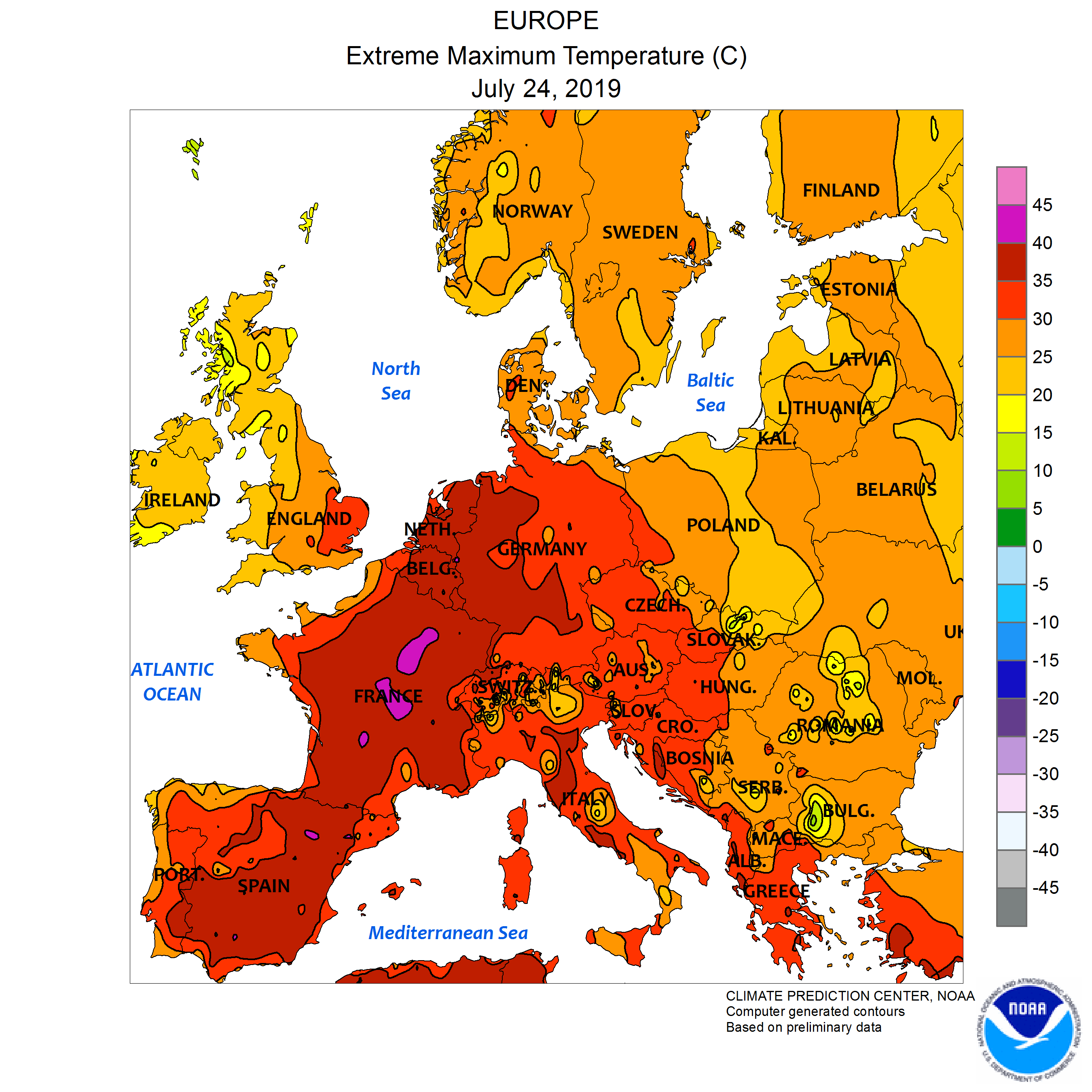
Sommerhitze 2019 in Europa

Als Hundstage werden die heißen Tage im Sommer, genauer in der Zeit vom 23. Juli bis zum 23. August, bezeichnet. Der Begriff Hundstage stand ursprünglich in Verbindung mit dem heliakischen Aufgang des Sirius (Hundsstern), was heute nicht mehr zutrifft.

## Herkunft

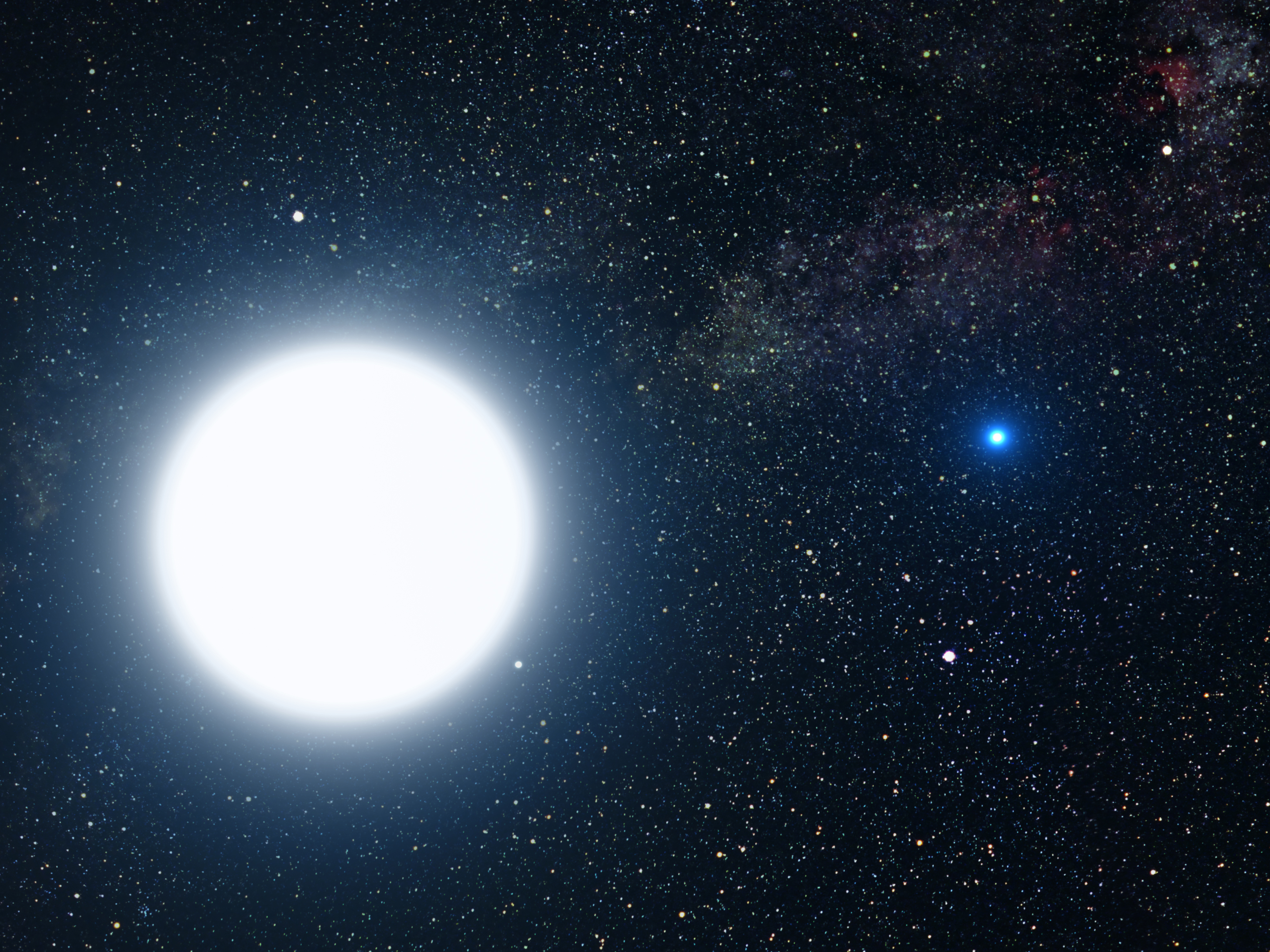
Sirius A und B (künstlerische Darstellung)

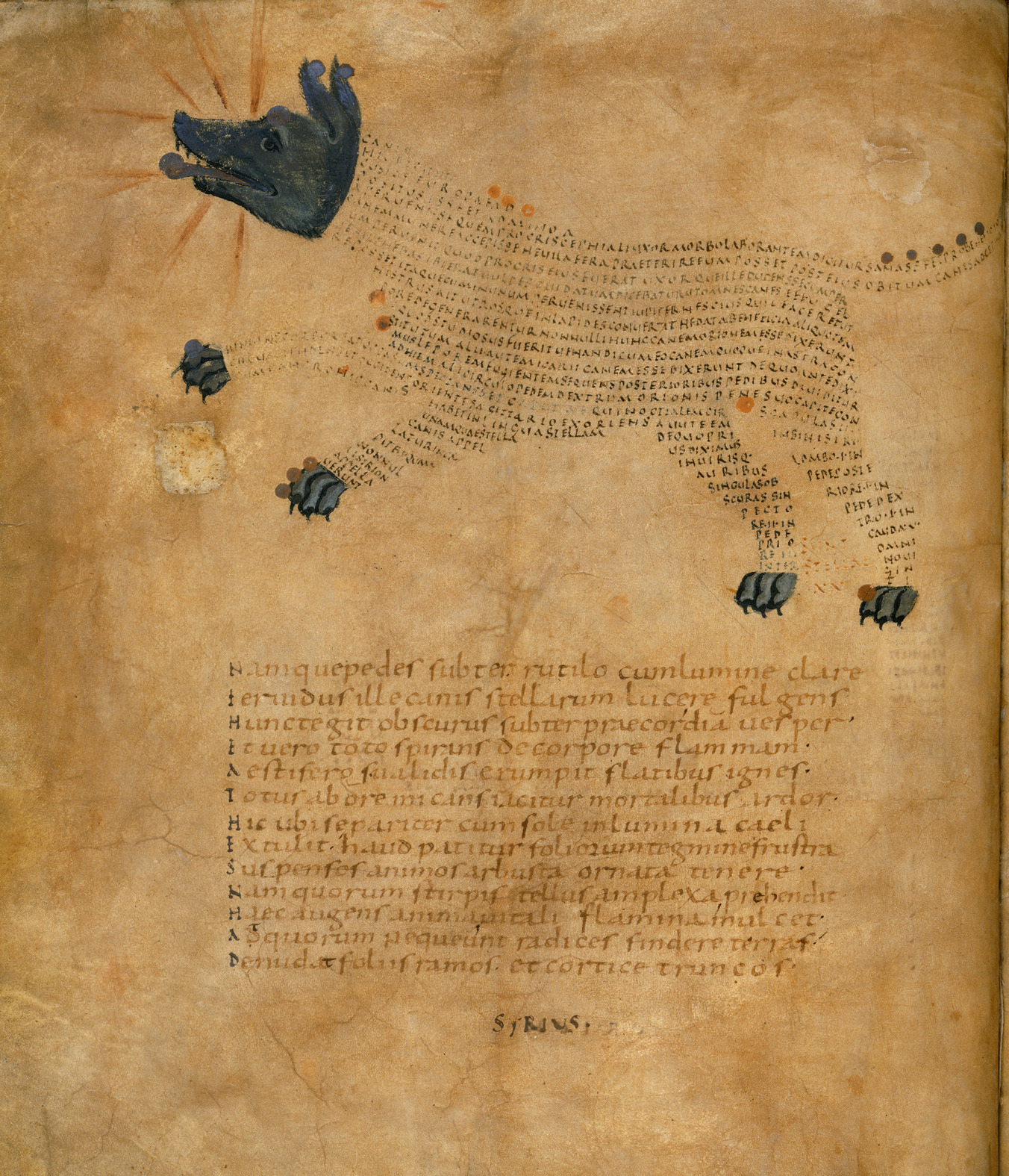
Historische Illustration

Namengebend ist das Sternbild Großer Hund (Canis Major). Vom Aufgang des Sternbildes bis zur Sichtbarkeit als Gesamteinheit vergehen 30 bis 31 Tage, woher sich deshalb die Bezeichnung „Tage vom großen Hund“ (Hundstage) ableitet. Der Stern Muliphein stellt den Kopfanfang des Sternbildes dar, ist aber so lichtschwach, dass er erst bei voller Dunkelheit zu sehen ist. Sirius erscheint als hellster Stern bereits in der Morgendämmerung. Mit Aludra ist es dann vollständig aufgegangen.
Die Zeitangabe für die Hundstage (lateinisch dies caniculares) – 23. Juli bis 23. August – entstand im Römischen Reich. Am Anfang der römischen Königszeit erfolgte der sichtbare heliakische Aufgang von Sirius in Rom am 26. Juli; zu Zeiten von Julius Cäsar im Jahr 46 v. Chr. am 1. August.

## Geschichte
Im altägyptischen Kalender nahm Sirius als Verkörperung der Göttin Sopdet sowie als „Bringer der Nilschwemme“ im dritten Jahrtausend v. Chr. einen besonderen Rang ein. Das gleiche Ereignis wurde später von den Griechen als heliakischer Aufgang bezeichnet, was so viel wie ‚mit der Sonne aufgehend‘ bedeutet.
Die Griechen erklärten den Zusammenhang zwischen der Wiederkehr des Sirius und den Tagen der größten Sommerhitze durch den folgenden Mythos: Die Verschmelzung des Sonnenlichts mit dem „Feuer“ des Sirius sei Ursache der großen Hitze. Arabische Astronomen bezeichneten die in flirrender Sommerhitze besonders häufig erscheinenden Fata Morganen gar als den „vom Himmel tropfenden Speichel des Hundssterns“.

## Heutige Bedeutung
Die Präzession der Erdachse ist dafür verantwortlich, dass sich die Zeit der Hundstage um etwa vier Wochen verlagert hat. In Deutschland kann der heliakische Aufgang des Sirius erst frühestens ab dem 30. August beobachtet werden und ist damit ein Zeichen für den nahenden Herbstanfang. Entsprechend der alten Tradition werden aber immer noch die heißesten Wochen des Jahres als „Hundstage“ bezeichnet, auch in anderen indoeuropäischen Sprachen:
- Englisch: dog days[3]
- Französisch: la canicule
- Italienisch: la canìcola
- Spanisch: la canícula resp. período canicular oder días de las canículas
- Russisch: kanikuly bedeutet „Sommerferien“.

In allen drei genannten lateinischen Sprachen steht der Terminus generell für „Hitze, Hitzewelle“.